# Angry Birds Star Wars
Angry Birds Star Wars este un joc video dezvoltat de Rovio Entertainment, lansat inițial pe 8 noiembrie 2012. Acesta este un crossover între franciza de jocuri Angry Birds și universul Star Wars, combinând mecanicile de gameplay ale seriei Angry Birds cu elemente, personaje și setări inspirate din filmele Star Wars.

## Dezvoltare și Lansare
Rovio Entertainment a colaborat cu Lucasfilm pentru a crea Angry Birds Star Wars, utilizând atât proprietăți intelectuale din franciza Angry Birds, cât și elemente licențiate din universul Star Wars. Jocul a fost lansat inițial pentru iOS, Android, Windows Phone, și computerele personale (Windows și macOS). Ulterior, a fost portat pe consolele de jocuri, inclusiv PlayStation 4, Xbox One, PlayStation 3, Xbox 360, PlayStation Vita, Wii și Wii U.

## Gameplay
Angry Birds Star Wars combină mecanicile tradiționale ale seriei Angry Birds cu puteri speciale și scenarii inspirate din Star Wars. Jocul implică lansarea păsărilor (care întruchipează personaje din Star Wars) cu o praștie, cu scopul de a distruge porcii inamici (care întruchipează personajele negative din Star Wars).

### Niveluri și Setări
Jocul conține mai multe capitole, fiecare inspirat din diferite scene și locații din trilogia originală Star Wars:
- Tatooine: Primul capitol, care introduce mecanicile de bază și povestea.
- Death Star: Un capitol în care păsările trebuie să distrugă porcii inamici în interiorul faimoasei stații spațiale.
- Hoth: Un capitol inspirat din bătălia de pe planeta Hoth din The Empire Strikes Back.
- Cloud City: Inspirat din locația cu același nume din The Empire Strikes Back.
- Boba Fett Missions: Un set de niveluri bonus care îl includ pe faimosul vânător de recompense.
- Endor: Inspirat din bătălia de pe planeta Endor din Return of the Jedi.

### Personaje și Abilități
Păsările sunt reimaginate ca personaje din Star Wars, fiecare având abilități speciale:
- Red (Luke Skywalker): Inițial are o sabie laser care poate distruge obiecte, iar ulterior, când devine Jedi, poate utiliza Forța.
- Chuck (Han Solo): Utilizează un blaster pentru a trage în obiecte și inamici.
- Bomb (Obi-Wan Kenobi): Utilizează Forța pentru a împinge obiecte și inamici.
- Blue (Rebel Pilots): Se divide în trei păsări mai mici, similar cu abilitatea sa din jocurile originale.
- Princess Leia: Utilizează un fascicul tractoare pentru a atrage obiecte și inamici.
- Chewbacca: Este o pasăre mare care poate distruge multe obiecte datorită masei sale mari.
- C-3PO și R2-D2: Apar în nivelurile bonus, având abilități speciale unice.

### Inamicii
Porcii sunt reimaginați ca personaje negative din Star Wars:
- Stormtrooper Pigs: Porcii de bază care poartă armuri de stormtrooper.
- Tusken Raider Pigs: Porci care poartă costume de Tusken Raider.
- Darth Vader Pig: Principalul antagonist, care are abilități speciale de a proteja ceilalți porci și obiecte din jur.

## Expansii și Actualizări
Rovio a lansat mai multe actualizări și expansiuni gratuite care adaugă noi niveluri și personaje:
- Path of the Jedi: Un set de niveluri de antrenament Jedi pentru Luke Skywalker.
- Boba Fett Missions: Niveluri speciale care implică vânătorul de recompense Boba Fett.
- Moon of Endor: O expansiune bazată pe bătălia de pe Endor.
- Rebels: O actualizare inspirată din seria animată Star Wars Rebels.

## Receptare Critică și Comercială
Angry Birds Star Wars a primit recenzii pozitive din partea criticilor și jucătorilor, fiind lăudat pentru modul ingenios în care a combinat mecanicile de gameplay ale seriei Angry Birds cu tematica Star Wars. Jocul a fost apreciat pentru designul nivelurilor, utilizarea creativă a abilităților personajelor și fidelitatea față de materialul sursă. În ciuda acestor aprecieri, unii critici au notat că jocul nu aduce multe inovații față de titlurile anterioare din seria Angry Birds.

## Impact și Moștenire
Succesul Angry Birds Star Wars a consolidat colaborarea între Rovio și Lucasfilm, ducând la lansarea unei continuări, Angry Birds Star Wars II, care include personaje și scenarii din trilogia prequel Star Wars. De asemenea, jocul a contribuit la menținerea popularității seriei Angry Birds și la extinderea acesteia în noi direcții tematice.
Angry Birds Star Wars rămâne un exemplu remarcabil de crossover între două francize populare, oferind fanilor ambelor universuri o experiență de joc captivantă și amuzantă. Jocul a demonstrat capacitatea Rovio de a inova în cadrul formulei de bază Angry Birds și a stabilit un nou standard pentru colaborările viitoare între proprietăți intelectuale diverse.